# Jacky Nercessian
Jacky Nercessian est un acteur français, né le 16 novembre 1950 à Saint-Étienne (Loire).

## Biographie
Jacky Nercessian est un comédien français d'origine arménienne.
Après des études de théologie en Angleterre pour devenir pasteur - bien qu'aucun de ses parents ne soit protestant - et un passage dans la mode à Saint-Étienne, il se retrouve par hasard à jouer l'imposteur dans Pirates sur TF1. Claude Miller le remarque et lui confie un rôle dans La Petite Voleuse avec Charlotte Gainsbourg. Il se partage alors entre cinéma et télévision et participe notamment dans les années 1990 aux émissions Tout le monde il est gentil de Jean Yanne, Double Jeu et Le bar de la plage de Thierry Ardisson.
Dans les années 1990, il écrit, réalise et anime Le Narcisso Show, une rubrique parodique de l'émission érotique Venus TV qui est diffusée sur M6. À chaque émission, une fille effectuait un effeuillage en chantant en playback sur un plateau télé hyper kitch. Il présentait l’émission au premier comme au second degré, sous le pseudonyme de Jean-Patrick Narcisso.
Il poursuit sa carrière cinématographique et joue Apkar l'Arménien dans Mayrig d'Henri Verneuil mais aussi Mustapha, le Turc dans Le Grand Voyage d'Ismaël Ferroukhi (Lion d'or du meilleur premier film Mostra de Venise 2004).
Sa rencontre avec Josiane Balasko les fait se retrouver pendant une saison sur la scène du théâtre de la Renaissance puis en tournée dans Dernier rappel. En 2009, il joue dans Tout le monde aime Juliette au Splendid écrite et mise en scène par Josiane Balasko aux côtés de Marilou Berry, David Rousseau et Lannick Gautry.
Il est en 2010 sur les écrans aux côtés de Louise Bourgoin dans Les Aventures extraordinaires d'Adèle Blanc-Sec de Luc Besson, film dans lequel il interprète,  méconnaissable, le personnage du professeur Espérandieu.
En septembre 2012, il interprète Ernst Federn dans Les Derniers Jours de Stefan Zweig de Laurent Seksik mis en scène par Gérard Gelas aux côtés d'Elsa Zylberstein, Patrick Timsit et Bernadette Rollin au théâtre Antoine.
Il devient le président de l'Assemblée nationale, Edgar Faure dans le biopic Simone, le voyage du siècle consacré à Simone Veil interprété par Elsa Zylberstein et réalisé par Olivier Dahan.

## Filmographie

### Cinéma
- 1988 : La Petite Voleuse de Claude Miller : le directeur des Folies de Paris
- 1991 : Les Dents de ma mère (court-métrage) de Jean-Christophe Bouvet
- 1991 : Sushi Sushi de Laurent Perrin : l'auditeur
- 1991 : Mayrig de Henri Verneuil : Apkar
- 1992 : 588, rue Paradis de Henri Verneuil : Apkar
- 1992 : Les Mamies d'Annick Lanoë : le prêtre
- 1993 : Mayrig (feuilleton TV) de Henri Verneuil : Apkar
- 1993 : La Soif de l'or de Gérard Oury : le représentant
- 1994 : Pourquoi maman est dans mon lit ? de Patrick Malakian
- 1994 : Le Colonel Chabert de Yves Angelo : Delbecq
- 1995 : Soigneurs dehors ! (court-métrage) de Pascal Deux : le patron
- 1995 : L'Appât de Bertrand Tavernier : M. Tapiro
- 1995 : Le Cri de la lavande dans le champ de sauterelles (Peggio di così si muore) de Marcello Cesena : l'inspecteur Flanagan
- 1995 : Mécaniques célestes de Fina Torres : Monsieur Chatrain
- 1995 : Les Trois frères de Didier Bourdon et Bernard Campan : le présentateur du Millionnaire
- 1996 : Hold-up en l'air (TV) d'Éric Civanyan :le docteur
- 1997 : M'sieurs dames (court-métrage) de Serge Avédikian
- 1998 : Vive la mariée... et la libération du Kurdistan de Hiner Saleem
- 1998 : Max et associés (série TV) de Philippe Bérenger : le commissaire Andréani
- 1998 : Préférence de Grégoire Delacourt : le curé
- 1998 : Venise est une femme (TV) de Jean-Pierre Vergne : le prof asthmatique
- 1999 : Les Parasites de Philippe de Chauveron : le patron du karaoké (avec le gilet USA)
- 1999 : Le Double de ma moitié de Yves Amoureux
- 1999 : Monsieur Naphtali d'Olivier Schatzky : Riaz Hiridjee
- 2000 : Passeurs de rêves de Hiner Saleem : Kamo
- 2001 : Absolitude (TV) de Hiner Saleem : Feyzo
- 2001 : Rastignac ou les Ambitieux (feuilleton TV) d'Alain Tasma : Simoun
- 2001 : L'Algérie des chimères (feuilleton TV) de François Luciani : Si Kadour
- 2001 : Les Rois mages de Didier Bourdon et Bernard Campan : le moine bouddhiste
- 2002 : Napoléon (feuilleton TV) de Yves Simoneau : Roustam Raza
- 2002 : Zone Reptile (TV) de Jérôme de Missolz : Jean-Pierre
- 2002 : La Grande brasserie (TV) de Dominique Baron : le banquier
- 2002 : Le Papillon de Philippe Muyl : un policier
- 2003 : Amour gitan (moyen métrage) de Pascal Montjovent : le médium
- 2003 : Lovely Rita, sainte patronne des cas désespérés de Stéphane Clavier : un Pakistanais
- 2004 : Le Grand voyage d'Ismaël Ferroukhi : Mustapha
- 2004 : Qui mange quand ? (TV) de Jean-Paul Lilienfeld : le présentateur
- 2004 : Pédale dure de Gabriel Aghion : Mari « Carpaccio »
- 2004 : Coup de vache (TV) de Lou Jeunet : le taxi
- 2005 : Quartier VIP de Laurent Firode : Émile
- 2005 : Il ne faut jurer de rien ! d'Éric Civanyan : l'homme au couteau
- 2005 : La Femme coquelicot (téléfilm) de Jérôme Foulon : le professeur de tango
- 2005 : Le Cactus de Gérard Bitton et Michel Munz : le producteur
- 2006 : Incontrôlable de Raffy Shart : Pierre-Emmanuel
- 2006 : L'Ivresse du pouvoir de Claude Chabrol : le maître d'hôtel du club
- 2006 : Jean-Philippe de Laurent Tuel : l'instituteur
- 2006 : Hier encore (moyen métrage) de Rima Samman : Georges Abboude
- 2006 : Capitaine Casta : Amélie a disparu (TV) de Joyce Buñuel : Brickman
- 2006 : Ce que je sais de Lola (Lo que sé de Lola) de Javier Rebollo
- 2007 : Faut que ça danse ! de Noémie Lvovsky : le maire
- 2008 : Racines d'Eileen Hofer : le père
- 2009 : Commis d'office de Hannelore Cayre : le président
- 2009 : Le Missionnaire de Roger Delattre : M. Goldenberg
- 2010 : Les Aventures extraordinaires d'Adèle Blanc-Sec de Luc Besson : Marie-Joseph Espérandieu
- 2010 : Azad de Nicolas Tackian (TV) : Levon
- 2011 : Do not forget me Istanbul, épisode Bolis d'Eric Nazarian
- 2011 : Au nom du fils de Vincent Lannoo
- 2015 : Pitchipoï de Charles Najman : le rabbin
- 2016 : Joséphine s'arrondit de Marilou Berry : le prêtre
- 2017 : Waiting for You de Charles Garrad et Hugh Stoddart : l'archiviste
- 2019 : Une jeunesse dorée d'Eva Ionesco : Aziz
- 2019 : La Fameuse Invasion des ours en Sicile : Salpêtre
- 2021 : On est fait pour s'entendre de Pascal Elbé : M. Molina
- 2022 : Super-héros malgré lui de Philippe Lacheau : le directeur
- 2022 : Simone, le voyage du siècle d'Olivier Dahan : Edgar Faure
- 2022 : Le Sixième Enfant de Léopold Legrand : Maître Gavani
- 2023 : Les Vengeances de Maître Poutifard de Pierre-François Martin-Laval : M. Pascal
- 2023 : Bernadette de Léa Domenach : Père Mouret
- 2025 : L'Espion de Dieu de Todd Komarnicki : un pasteur
- 2025 : Les Tuche : God Save the Tuche de Jean-Paul Rouve : vieux Lord

### Doublage

#### Film
- 2022 : Bullet Train : ? ( ? )

#### Films d'animation
- 2007 : Cars : Sergent
- 2011 : Cars 2 : Sergent
- 2017 : Cars 3 : Sergent
- 2019 : La Fameuse Invasion des ours en Sicile : Salpêtre (création de voix)
- 2020 : La Petite Reine, voix d’Abi pour Audible avec Carole Tolila

#### Série d'animation
- 2008-2014 : Cars Toon : Sergent

#### Jeux vidéo
- 2006 : Cars : Quatre Roues : Sergent
- 2007 : Cars : La Coupe internationale de Martin : Sergent
- 2011 : Cars 2 : Sergent

### Télévision

#### Séries télévisées
- 1999 : H : Williams Crépin : L'aveugle (saison 2 épisode 8)
- 2018 : Genius Picasso saison 2 Ken Biller : Hervé le jardinier (saison 2)
- 2019 : Platane d’Eric Judor : Dr Rosenstein (saison 3)
- 2019 : Les Sauvages : Rebecca Zlotowski : le ministre de l'Intérieur
- 2023 : Fortune de France : Christopher Thompson : le pasteur de Montignac (saison 1, épisode 4)
- 2024 : Astrid et Raphaëlle :  Julien Séri : Gyantse Rinpoche (saison 5, épisode 3)

### Courts métrages et clips
- 2006 : Publicité pour Miel Pops : voix off[7]
- 2012 : Clip Marie Reno Poker Star de Rémi Dumas
- 2013 : Cip Vitalic Fade Away de Romain Chassaing
- 2017 : Fan Clip Ben Mazué J'arrive Rémi Dumas
- 2017 : La Porte du sommeil de Norman Thavaud : le gardien / insomnie

## Théâtre
- 2000 : La Tête des autres de Marcel Aymé, mise en scène Jean-Luc Tardieu
- 2004-2005 : Dernier Rappel de et mise en scène Josiane Balasko, Théâtre de la Renaissance
- 2009 : Tout le monde aime Juliette de et mise en scène Josiane Balasko, Théâtre du Splendid Saint-Martin
- 2012 : Les derniers jours de Stefan Zweig de Laurent Seksik, mise en scène Gérard Gélas, Théâtre Antoine
- 2013 : Le Tartuffe nouveau de Jean-Pierre Pelaez, mise en scène Gérard Gélas, Théâtre du Chêne Noir Avignon